# Work (canción)
«Work» es un sencillo de Jimmy Eat World, perteneciente a su álbum Futures, distribuido en 2004 por Universal Records.

## Listado de canciones
CD
1. «Work» (Álbum Versión) - 3:23
2. «Drugs Or Me» (Styrofoam Remix) - 5:17
3. «Work» (Acoustic Version) - 3:20
4. «Work» (Video)

## Éxitos de la canción
- N.º 6 en Modern Rock Tracks de 2004.